# Adam Doueihi

a Compétitions nationales et continentales officielles uniquement.

b Matchs officiels uniquement.
Adam Doueihi, né le 5 août 1998 à Eastwood (Australie), est un joueur de rugby à XIII australien évoluant au poste d'arrière, de demi d'ouverture ou de demi de mêlée. Il fait ses débuts en National Rugby League (« NRL ») avec les Rabbitohs de South Sydney lors de la saison 2018 puis rejoint en 2020 les Wests Tigers. Il revêt le maillot de la sélection du Liban lors de la Coupe du monde 2017 où il y atteint les quarts de finale.

## Palmarès

### Détails en sélection
| 1. | 6 mai 2017       | Malte      | 24-4  | Amical         | Demi de mêlée | - | - | - | - |
| 2. | 29 octobre 2017  | France     | 29-18 | Coupe du monde | Remplaçant    | 4 | 1 | - | - |
| 3. | 4 novembre 2017  | Angleterre | 10-29 | Coupe du monde | Centre        | - | - | - | - |
| 4. | 11 novembre 2017 | Australie  | 0-34  | Coupe du monde | Centre        | - | - | - | - |
| 5. | 18 novembre 2017 | Tonga      | 22-24 | Coupe du monde | Centre        | 4 | 1 | - | - |

### En club

#### Statistiques
| Saison | Club                   | Compétition           | Matchs | Points | Essais | Goals | Drops |
| ------ | ---------------------- | --------------------- | ------ | ------ | ------ | ----- | ----- |
| 2018   | South Sydney Rabbitohs | National Rugby League | 15     | 26     | 2      | 9     | -     |
| 2019   | South Sydney Rabbitohs | National Rugby League | 15     | 2      | -      | 1     | -     |
| 2020   | Wests Tigers           | National Rugby League | 20     | 56     | 6      | 16    | -     |
| 2021   | Wests Tigers           | National Rugby League | 20     | 174    | 9      | 69    | -     |